# ملط ۱۶۳۰
سیارک ۱۶۳۰ (به انگلیسی: 1630 Milet، نامگذاری:1952DA) هزار و ششصد و سیمین سیارک کشف شده‌است که در ۲۸ فوریه ۱۹۵۲ و در الجزیره کشف شد.
قدر مطلق سیارک برابر ۱۱٫۲۰ است.